# Dominic Toretto
Dominic Toretto es un personaje de ficción y el protagonista principal de la franquicia cinematográfica Fast & Furious.
Interpretado por Vin Diesel, el personaje fue creado por el guionista Gary Scott Thompson; fue introducido en la primera película de la serie The Fast and the Furious (2001) junto con el co-protagonista Brian O'Conner. Más tarde aparece en Fast & Furious (2009), Fast Five (2011), Furious 6 (2013), Furious 7 (2015), The Fate of the Furious (2017) y F9 (2021), así como realizando un cameo en el filme The Fast and the Furious: Tokyo Drift, en el cortometraje de la saga Los Bandoleros (2009) y finalmente Fast X (2023).
En la saga, es representado como patriarca de un grupo de corredores callejeros, Dom actúa como una voz influyente y se ve obligado a asumir el papel de cuidador principal tras el fallecimiento prematuro de su padre. Como líder, inicialmente trabajó como mecánico de automóviles, pero eventualmente progresó a orquestar robos de autos, un atraco multimillonario y trabajos ilícitos para agencias gubernamentales. 
Dominic es brusco, fuerte y posee un temperamento volátil, especialmente cuando su familia está en peligro. Predica la moralidad y la lealtad, y en muchos casos también se le ve cariñoso y religioso. Está casado con Letty Ortiz, con quien cría un hijo. También se supone que es el corredor más fuerte y hábil del grupo, un título que Brian desafía persistentemente.
El rol de Diesel le otorgó estar en las listas de Hollywood, ganando en 2002 y 2014 el MTV Movie Awards al mejor equipo de pantalla junto con Paul Walker que interpretaba a Brian O'Conner. El personaje interpretado por Vin Diesel ha dado crédito para la longevidad de la saga, y el actor ha devenido fuertemente identificándose con el papel.

## Apariciones
Dominic Toretto es un intrépido corredor callejero, mecánico de automóviles y ex convicto. Es el hermano mayor de Jakob y Mia Toretto. A lo largo de la saga, el equipo de Dom ha perpetrado muchos semisecuestros de alta velocidad, robando millones de dólares en mercancías. Ha pasado la mayor parte de su vida huyendo de la ley. Está casado con Letty Ortiz, su pareja de muchos años.

### The Fast and the Furious
En la primera película, Dom dirige su propio taller de automóviles mientras que Mia se encarga de la tienda de comestibles de la familia en Echo Park. También dirige su propio equipo de carreras callejeras, que consta de Letty, Vince, Leon y Jesse. Dominic tiene una disputa con su rival vietnamita-estadounidense Johnny Tran debido a un trato comercial que salió mal y Tran atrapa a Dom durmiendo con su hermana. Desconocido para el público, él y su equipo conducen cupés Honda Civic negros y organizan atrevidos semisecuestros en las autopistas, llevándose a casa millones de dólares en electrodomésticos. Entabla amistad con el corredor novato Brian Earl Spilner, quien lo salva de ser arrestado cuando la policía de Los Ángeles allana una reunión de carreras callejeras. Al mostrarle a Brian el Dodge Charger de 1970 que había estado trabajando con su padre antes de morir, revela lo que le sucedió a este último: durante la última carrera de autos stock de la temporada en 1989, Dominic vio cómo otro corredor, Kenny Linder, sacaba a su padre Jack de la pista cuando el auto de Linder golpeó su parachoques. Jack murió instantáneamente cuando su stock car se estrelló contra la pared a 120 millas por hora y estalló en llamas. Dominic recordó haber escuchado a su padre gritar mientras se quemaba hasta morir, pero las personas que presenciaron el accidente explicaron que su padre había muerto antes de que su auto explotara. Dominic había sido el que gritaba. Una semana después del accidente, Dominic se encontró con Linder y, cuando se le dio la oportunidad, atacó a Linder y lo golpeó con una llave inglesa. Dominic solo tuvo la intención de golpearlo una vez, pero perdió el control y siguió atacando a Linder hasta que pudo. No levante su brazo nunca más. El resultado de las lesiones de Linder lo dejó incapaz de correr, y Dominic fue expulsado de las pistas de por vida. Durante Race Wars, Johnny Tran culpa a Dominic por una incursión de las fuerzas SWAT; el equipo SWAT entró en su casa, faltando el respeto a su familia. Dom luego lo ataca y Vince se lo lleva rápidamente, quien le dice que se "relaje".
Durante un trabajo de secuestro que salió mal, Dominic descubre la verdadera identidad de Brian como un oficial encubierto de LAPD llamado Brian O'Conner. Después de una carrera de resistencia que termina con el Dodge Charger de 1970 de Dominic destrozado, Brian le entrega las llaves de su Toyota Supra, ya que la policía descubrió que Toretto ha robado millones en productos electrónicos con su tripulación. Dom termina escapando a México, mientras que Brian, ahora un hombre buscado por ayudarlo, huye del estado.

### 2 Fast 2 Furious
Dom no juega ningún papel en los eventos de la segunda película, pero solo se menciona cuando Brian le cuenta a Roman Pearce sobre él.

### The Fast and the Furious: Tokyo Drift
Dom hace un cameo al final de la película desafiando a Sean Boswell en una carrera de derrapes con su Plymouth Road Runner de 1970 plateado, que le ganó a su difunto amigo Han. Esta película tiene lugar después de los eventos de Fast & Furious 6 y durante Furious 7.

### Los Bandoleros
Después de vivir en México, Dom se refugia en República Dominicana donde es acogido por Rico Santos y su familia. Decide volver a la acción conformando un equipo con Rico, Han Lue, un corredor asiático-estadounidense que conoció en México y junto sacan de la cárcel a Tego Leo, amigo de Rico. El equipo tiene una reunión con Elvis, un político local que los contrata para preparar el secuestro de un camión cisterna de combustible; Elvis busca explotar las consecuencias para obtener una ventaja política, mientras que Dom y su equipo desean regalar el combustible a la tía de Rico, Rabia, y su comunidad local. Después de acordar el robo para el día siguiente, Dom se reencuentra con Letty, reavivando su relación.

### Fast and Furious
Dom y su equipo logran ejecutar el robo con éxito, lo que llama la atención de las autoridades, haciendo que Dom disuelva el grupo y deja a Letty para protegerlos. A pesar de seguir siendo un fugitivo debido a los eventos de la primera película, Dominic regresa a Los Ángeles al enterarse de la muerte de Letty a manos de Fenix Calderon. Él y Brian una vez más se unen para derrotar al narcotraficante mexicano Arturo Braga, quien le había ordenado a Fénix que matara a Letty y a otros involucrados en un narcotráfico. Más tarde descubre que Brian fue la última persona que tuvo contacto con Letty; esto lo enfurece y ataca a Brian antes de que este último explique que Letty acudió a él en busca de ayuda para limpiar el nombre de Dom para poder regresar a los Estados Unidos, convirtiéndose en un espía para infiltrarse en la organización de Braga. Los dos se reconcilian sobre los eventos de la primera película y se unen para vengar la muerte de Letty. Después de extraditar con éxito a Braga a los EE. UU., Dom se entrega a las autoridades y es sentenciado a 25 años de prisión perpetua sin posibilidad de libertad condicional anticipada. Sin embargo, el autobús que lo transporta es emboscado por Brian, Mia, Rico y Tego; una vez que Dom sale de los restos del autobús, el grupo huye de los EE. UU. como fugitivos.

### Fast Five
Mese más tarde, Dom llega a Rio de Janeiro, Brasil donde se reencuentra con Brian y Mia, quienes han vivido a escondidas en esa ciudad protegidos por Vince, quien después de los eventos de la primera película huyo a esa ciudad y conformó una familia. Rápidamente se convierten en enemigos del narcotraficante Hernán Reyes después de robar un vehículo que contiene información de su fortuna de $100 millones, quien los incrimina por el asesinato de tres agentes de la DEA durante un tráfico de drogas en un tren. Como medio para vengarse de Reyes y evitar la captura, Dom y Brian forman un equipo con Roman Pearce, Tej Parker, Han, Gisele Yashar, Rico y Tego para organizar un atraco y robar el alijo de Reyes de 100 millones de dólares en efectivo. El cazarrecompensas de élite y agente federal del DSS Luke Hobbs es enviado a Brasil para cazar y capturar a Dom y su pandilla, pero cuando los hombres de Reyes lo emboscan, durante la cual muere todo su equipo, forma una alianza poco probable con Dom y ayuda a la pandilla a ejecutar su atraco. Vince queda gravemente herido durante el tiroteo y luego sucumbe a sus heridas. Después de matar a Reyes, Hobbs permite que Dom y su pandilla salgan de Brasil con su alijo dándoles una ventana de 24 horas; Dom le da la parte del dinero de Vince a su esposa e hijo. La pareja policía de Hobbs, Elena Neves, también deja el cuerpo y se convierte en el nuevo interés amoroso de Dominic.

### Fast & Furious 6
Dom vive en paz con Elena, sin temor a ser perseguido. Hobbs lo rastrea y le ofrece un trabajo para ayudarlo a cazar al mercenario Owen Shaw y su sindicato del crimen a cambio de indultos para él y todo su equipo; Hobbs también revela que Letty está viva y trabajando para Shaw. Dom y Brian vuelven a reunir a su pandilla (menos Rico y Tego, ambos en Mónaco) en Londres para la misión y aceptan el trato. Durante la misión de capturar a Shaw, Dom recibe un disparo de Letty, y luego descubre que ella sufre de amnesia como resultado de la explosión que casi la mata en Fast & Furious. Él la salva de caer y morir mientras la pandilla detiene a Shaw a bordo de un tanque militar en un puente en España.. Sin embargo, Shaw revela su plan de respaldo para secuestrar a Mia y la usa como palanca para ser liberado de la custodia y poder irse con el microchip de alto secreto que se extrajo del tanque. A pesar de la muerte de Gisele, Dom y su pandilla derrotan a Shaw y matan a sus hombres mientras salvan a Mia y el microchip en una atrevida persecución en un aeródromo militar de la OTAN. Hobbs concede sus indultos, y Dom y su pandilla regresan a los Estados Unidos, incluso reclamando su antigua casa. Al ver a Dom y Letty juntos de nuevo, Elena se despide de él y vuelve a trabajar con Hobbs. En una escena posterior a los créditos, el hermano mayor de Owen Shaw, Deckard Shaw, aparentemente mata a Han en Tokio y llama a Dom para amenazarlo.

### Furious 7
Se revela que Owen Shaw sobrevivió a los eventos de la película anterior, pero está en coma, y su hermano mayor, Deckard, se ha vuelto rebelde y está cazando al equipo de Dom. Algún tiempo después de los eventos de Tokyo Drift y Fast and Furious 6, Dom y Letty regresaron a Los Ángeles, pero Letty luego rompe con Dom para encontrarse nuevamente después de su pérdida de memoria. Mientras tanto, Shaw mata a Han en Tokio (uniendo la historia entre esta película y Tokyo Drift) y envía una bomba a la casa de Dom, haciéndola explotar. Después de recuperar el cuerpo de Han de manos de Sean Boswell en Tokio, un Dom impulsado por la venganza decide derrotar a Shaw solo, pero es detenido por un líder de Covert Ops y amigo de Hobbs, el Sr. Nadie. Nadie le ofrece a Dom una forma de cazar a Shaw a través de un software llamado "Ojo de Dios"; sin embargo, también debe salvar a su creadora, una hacker llamada Ramsey, del líder terrorista Mose Jakande y sus hombres. Aceptando el trato, Dominic, Brian, Letty, Tej y Roman lideran un audaz rescate a través de las montañas de Azerbaiyán y logran liberar a Ramsey de sus captores. Ramsey les dice que envió el Ojo de Dios a su amigo Zafar en Abu Dhabi. Después de una recuperación exitosa, encuentran el escondite de Shaw, pero son emboscados por los hombres de Jakande; muchos de los hombres de Nadie mueren y el propio Nadie resulta gravemente herido, mientras que Dom y Brian apenas escapan. Luego, Dom decide derrotar a Shaw y Jakande en su propio territorio en Los Ángeles. Dom y Shaw terminan en una pelea intensa en la azotea de un estacionamiento, mientras que Brian y los demás distraen a Jakande y Ramsey inicia un truco para apagar el Ojo de Dios. Logran apagarlo y Jakande muere cuando Dom engancha una bolsa de granadas en su helicóptero (que Hobbs dispara) antes de estrellar su vehículo, lo que hace que sus amigos crean que murió en el proceso. Letty luego revela que ha recuperado sus recuerdos de su relación (que también revela que se casaron en algún momento entre la historia de Los Bandoleros y Fast & Furious), y Dom se recupera de estar inconsciente. Luego de esto, Brian decide retirarse del equipo para poder pasar tiempo con su familia. Dom se va sin despedirse, lo que lleva a Brian a alcanzarlo en una intersección, y los dos conducen por última vez antes de separarse.
La escena de conducción final se hizo para darle al papel de Brian un retiro limpio y una despedida después de que el actor que lo interpreta, Paul Walker, muriera en un accidente automovilístico en 2013.

### The Fate of the Furious
Tiempo después, Dom y Letty están de luna de miel en Cuba, donde una mujer misteriosa y seductora conocida como Cipher se acerca a Dom. Después de traicionar a su equipo durante una operación en Berlín para robar un dispositivo EMP que se les asignó para recuperar, se revela que Cipher, el verdadero cerebro detrás del intento de creación del dispositivo Nightshade en Fast & Furious 6 y el casi robo del Dispositivo de pirateo del Ojo de Dios en Furious 7, ha capturado al hijo previamente desconocido de Elena y Dom, usándolos como herramientas de chantaje para asegurar la cooperación de Dom. Durante el conflicto posterior, Dom en un momento actúa contra Cipher para proteger a Letty de la mano derecha y segundo al mando de Cipher, Connor Rhodes, y en represalia, Cipher permite que Rhodes mate a Elena. A pesar de que Cipher rechazó las opiniones de Dom sobre la familia y su acceso a múltiples sistemas de vigilancia, Dom se las arregla para usar sus contactos para transmitir un mensaje a Magdalene Shaw, la madre de Deckard y Owen, lo que le permite recuperar a sus hijos a cambio de que irrumpan en el avión de Cipher a través de un dispositivo de rastreo colocado en el collar de Dom. Una vez que los Shaw recuperan a su hijo (lo que Dom no pudo hacer por sí mismo ya que el sistema de bloqueo requería dos personas), Dom mata a Rhodes, vengando a Elena antes de reunirse con su equipo y destruir un submarino nuclear ruso que Cipher intentaba robar. Aunque Cipher escapa, Dom le promete a Elena que protegerá a su nuevo hijo, nombrándolo Brian, en honor a su cuñado y mejor amigo.

### F9
Dom, ahora jubilado, que está criando al pequeño Brian en una granja con Letty, es llamado por Don Nadie para detener una misión de genocidio dirigida por el hermano menor de Dom, Jakob. Se revela que Dom desterró a Jakob de la familia porque creía que él causó la muerte de su padre al sabotear el motor del stock car, lo que provocó que estallara en llamas cuando se estrelló. Dom y Jakob pelean entre sí varias veces en la película, con Jakob yendo tan lejos como para querer que Dom viva bajo su sombra o que lo maten. Jakob le revela a Dom que manipuló el motor del automóvil porque su padre se lo ordenó, ya que estaba tratando de perder la carrera para saldar algunas deudas, pero su plan salió mal cuando Kenny Linder golpeó su automóvil usando sus tácticas sucias. Sin embargo, hacia el final de la película, Dom y Jakob se reconcilian y se unen en la batalla final en un intento por derrotar a Cipher, aunque ella escapa una vez más. Como una forma de enmendar a Jakob, quien había sido tildado de agente deshonesto, Dom le da las llaves de su automóvil, tal como Brian hizo con Dom hace varios años, lo que le permite evadir la custodia.

### Fast X
Dom y Letty continúan criando a su hijo en la casa de Toretto, cuando al equipo se le asigna una nueva misión en Roma. Aunque Dom y Letty deciden quedarse atrás, Cipher los visita y les revela que Dante Reyes, el hijo del difunto narcotraficante Hernán Reyes, a quien Dom y la tripulación robaron en Fast Five, viene por ellos. Después de que Little Nobody confirma que no había una misión asignada, Dom y Letty viajan a Roma para rescatarlos, pero si no lo hacen, Letty es arrestada y Dom y su equipo son incriminados por la destrucción de la ciudad. Luego, Dom recibe la visita de Tess, la hija del Sr. Nadie, quien le advierte que tanto Dante como el nuevo líder de la Agencia, Aimes, lo perseguirán. Luego, Dom rastrea a Dante en Río de Janeiro y lo desafía a una carrera callejera, que pierde después de salvar a Isabel Neves, la hermana corredora callejera de Elena, de un automóvil en el que Dante colocó una bomba. Más tarde, Aimes detiene a Dom, pero los dos aparentemente forman una alianza después de que Dante ataca el vehículo en el que se encuentran. Después de que Dante secuestra al pequeño Brian en Portugal, Dom logra rescatarlo.

## Personalidad
Toretto ha sido descrito como «un padre rudo, pero la familia es primero, a digo, era afectuoso con su leal tío; dotándolos de comida, protección, y un código moral áspero para vivir». Vin Diesel ha descrito Toretto como «un personaje fuerte, un cuidador». En contraste con la relación distanciada de O'Conner con su padre, Toretto prioriza a su tío, ya que él fue su primera amistad y se siente orgulloso de decirlo y es muy protector con Nico. El personaje también se implica en su religiosidad.
En Fast Five, Dominic recuerda la influencia que su padre tuvo sobre él. Su padre ayudaba a Mia con su tarea todos los días y la enviaba a la cama, se quedaba hasta tarde leyendo el siguiente capítulo para asegurarse de poder ayudarla al día siguiente. Los domingos, la familia asistía a la iglesia y organizaba una parrillada para el vecindario; a los que no asistieran a la iglesia no se les permitiría asistir a la barbacoa.
Sin embargo, Dominic también está obsesionado con las carreras. En la primera película, dice: "Vivo mi vida un cuarto de milla cada vez. Nada más importa: ni la hipoteca, ni la tienda, ni mi equipo y toda su mierda. Durante esos diez segundos o menos, estoy gratis". En The Fate of the Furious, Cipher repite una frase similar a Dominic para cuestionar su lealtad a su familia.En el transcurso de la serie, Dom exhibe la fuerza, la resistencia y los reflejos de un atleta de clase mundial. También es un excelente tirador y combatiente cuerpo a cuerpo.

## Coches

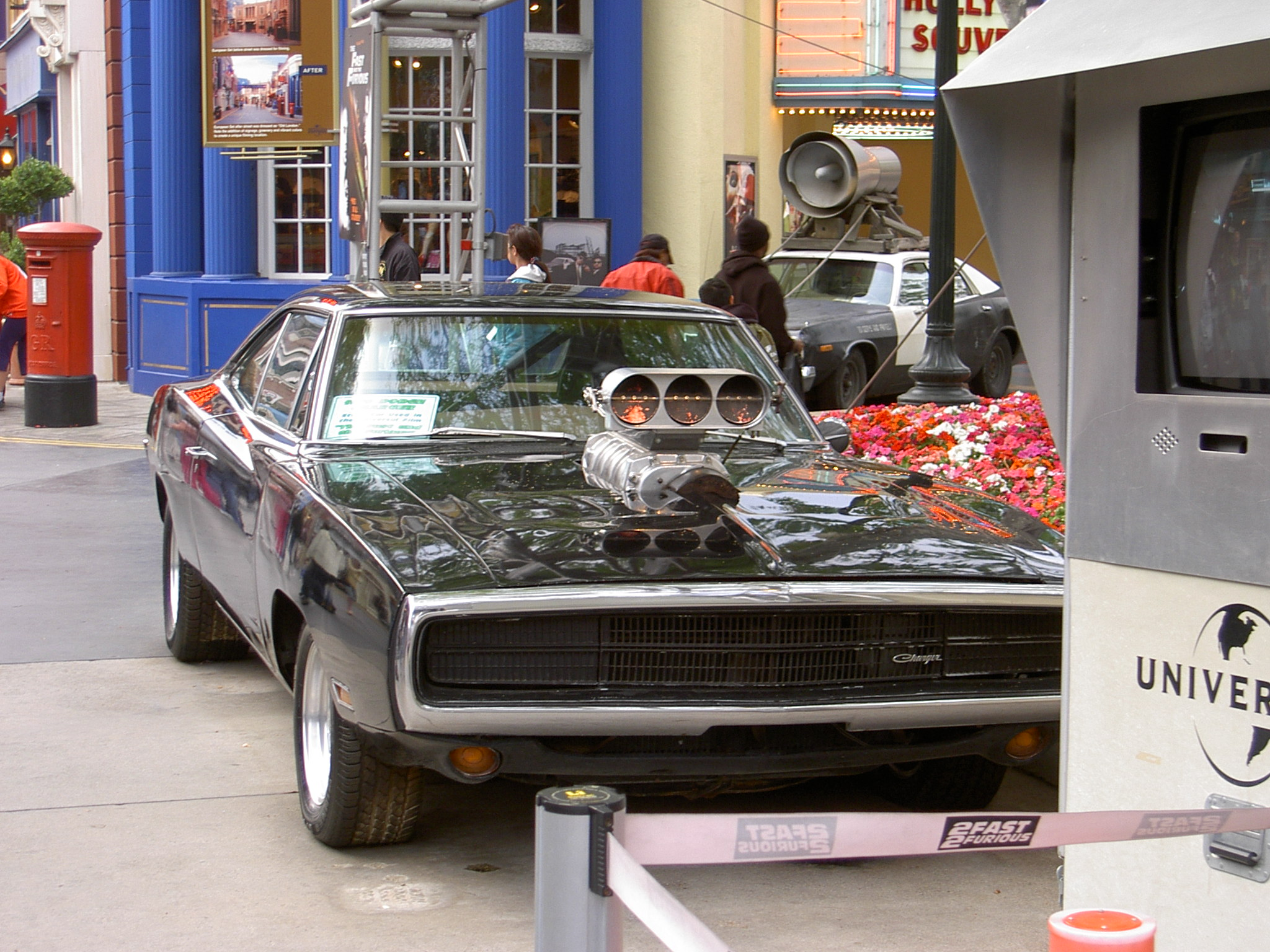
Dodge SuperCharger R/T 1970, coche de Toretto en exhibición en Universal Studios Hollywood.

| Película                                     | Automovilístico                                  |
| -------------------------------------------- | ------------------------------------------------ |
| The Fast and the Furious                     | 1993 Mazda RX-7 FD3S Veilside                    |
| The Fast and the Furious                     | 1995 Honda Cívic EJ1 Turbo                       |
| The Fast and the Furious                     | 1970 Dodge SuperCharger R/T                      |
| The Fast and the Furious                     | 1994 Toyota Supra 2JZ BiTurbo                    |
| The Fast and the Furious                     | 1970 Chevrolet Chevelle SS                       |
| The Fast and the Furious: Tokyo Drift        | 1970 Plymouth Road Runner                        |
| Fast & Furious 3.5: Los Bandoleros           | 1966 Pontiac Bonneville                          |
| Fast & Furious                               | 1987 Buick Regal GNX National                    |
| Fast & Furious                               | 1970 Chevrolet Chevelle SS                       |
| Fast & Furious                               | 2009 Subaru Impreza WRX STi                      |
| Fast & Furious                               | 1970 Dodge SuperCharger R/T                      |
| Fast & Furious                               | 1973 Chevrolet Camaro F-Bomb                     |
| Fast Five                                    | 1970 Dodge Charger R/T                           |
| Fast Five                                    | 1963 Chevrolet Corvette Stingray                 |
| Fast Five                                    | 2011 Dodge Charger SRT8 Coche Policial Brasileño |
| Fast Five                                    | 2010 Dodge Charger SRT8                          |
| Fast Five                                    | 2009 Dodge Challenger SRT8                       |
| Fast & Furious 6                             | 2009 Dodge Challenger SRT8                       |
| Fast & Furious 6                             | 2010 BMW E60 M5                                  |
| Fast & Furious 6                             | 1969 Dodge Charger Daytona                       |
| Fast & Furious 6                             | 2013 Dodge Charger SRT8                          |
| Furious 7                                    | 1974 Plymouth Barracuda AAR Hemi                 |
| Furious 7                                    | 1970 Plymouth Road Runner                        |
| Furious 7                                    | 1970 Dodge SuperCharger R/T                      |
| Furious 7                                    | 2015 Dodge Charger R/T                           |
| Furious 7                                    | 2014 W Motors Lykan HyperSport                   |
| Furious 7                                    | 1968 Dodge Charger R/T                           |
| The Fate of the Furious                      |                                                  |
| 1968 Dodge Charger R/T modificado para hielo |                                                  |
| 1961 Chevrolet Impala Sport Coupe            |                                                  |
| 1950 Chevrolet Fleetline                     |                                                  |
| 2018 Dodge Challenger SRT Demon              |                                                  |
| 1971 Plymouth Road Runner GTX                |                                                  |